# ゾラニ・テテ
ゾラニ・テテ（Zolani Tete、1988年3月8日 - ）は、南アフリカ共和国のプロボクサー。東ケープ州ムダントセーン出身。元IBF世界スーパーフライ級王者。元WBO世界バンタム級王者。世界2階級制覇王者。

## 来歴
2006年5月29日、イースト・ロンドンのオリエント・シアターでデビュー戦を行い、初回1分39秒TKO勝ちを収めデビュー戦を白星で飾った。
2007年9月23日、WBF世界フライ級王座決定戦をビッキー・タフミルと行い、タフミルの4回終了時棄権により王座獲得に成功した。この試合はWBF世界フライ級ランカーではない者同士による王座決定戦だった。
2008年3月30日、オリエント・シアターでオラニ・ンテセと対戦し、12回3-0(120-110、119-109、120-108)の判定勝ちを収め初防衛に成功した。
2008年6月29日、フランシス・ミイェユショと対戦し、初回2分24秒TKO勝ちを収め2度目の防衛に成功した。
2009年11月20日、WBOアフリカフライ級王座決定戦をアンソニー・マシスと行い、初回2分38秒KO勝ちを収め王座獲得に成功した。
2010年2月26日、ウェンブリー・インドア・アリーナで元PABAフライ級王者リチャード・ガルシアとIBF世界フライ級王者モルティ・ムザラネへの指名挑戦権を賭けて対戦し、12回3-0(2者が118-110、118-108)の判定勝ちでムザラネへの指名挑戦権獲得に成功した。
2010年9月1日、IBF世界フライ級王者モルティ・ムザラネと対戦し、プロ初黒星となる5回2分27秒TKO負けを喫し王座獲得に失敗した。
その後スーパーフライ級に転向したテテは2011年11月26日、シナロア州マサトランのプラザ・デ・トロスで元IBF世界スーパーフライ級王者ファン・アルベルト・ロサスと対戦し、12回0-2(2者が112-115、113-113)の判定負けを喫しロドリゴ・ゲレロへの指名挑戦権獲得に失敗した。
2012年9月1日、コルドバ州コルドバのポリデポルティーボ・カルロス・セルッティでファン・カルロス・サンチェス・ジュニアへの指名挑戦権を賭けてロベルト・ソーサと対戦し、12回1-2（115-114、2者が114-115）の判定負けを喫し指名挑戦権獲得にまたしても失敗した。
2013年11月30日、バハ・カリフォルニア州メヒカリのアウディトリオ・デル・エスタードで亀田大毅への指名挑戦権を賭けてファン・カルロス・サンチェス・ジュニアと対戦。5回と10回にダウンを奪うも6回にダウンを奪われるダウンの応酬となり、5回にサンチェス・ジュニアがマウスピースを口から吐き出したため減点され、テテも8回と9回にホールディングで減点されるラフファイトになったが、10回2分43秒KO勝ちを収め亀田への指名挑戦権獲得に成功した。
2014年7月18日、神戸ポートピアホテルで亀田大毅の王座返上に伴いIBF世界スーパーフライ級6位の帝里木下とIBF世界スーパーフライ級王座決定戦を行い、12回3-0（2者が118-110、119-109）の判定勝ちを収め王座獲得に成功した。
2014年10月25日、リヴァプールのエコー・アリーナ・リヴァプールでポール・バトラーと対戦する予定だったが、練習中にテテが左拳を骨折し、試合が延期された。
2015年3月6日、リヴァプールのエコー・アリーナ・リヴァプールでポール・バトラーと対戦し、8回に左アッパーでダウンを奪いバトラーはなんとか立ち上がるもレフェリーが試合を止め、8回1分34秒TKO勝ちを収め初防衛に成功した。
2015年6月2日、IBFからIBF世界スーパーフライ級1位のマックジョー・アローヨとの指名試合が指令されていたが、IBF世界スーパーフライ級王座を返上した。
2015年12月、イギリスのプロモーターのフランク・ウォーレン率いるクィーンズ・ベリー・プロモーションズと契約を交わした。
2017年4月22日、レスターのレスター・アリーナでアーサー・ビラヌエバとWBO世界バンタム級暫定王座決定戦を行い、12回3-0（119-108×2、120-107）の判定勝ちを収め2階級制覇を達成した。同日、WBOは最新ランキングを発表し、正規王者のマーロン・タパレスが翌23日に予定されていた大森将平戦の前日計量で体重超過があり王座を剥奪されたことに伴いテテをWBO世界バンタム級正規王者としてランクインした。
2017年11月18日、ベルファストのSSEアリーナでWBO世界バンタム級3位のシボニソ・ゴニャと対戦し、1994年9月3日にダニエル・ヒメネスがハラルド・ゲイアー戦で初回17秒KO勝ちを収めた世界戦最短KO記録を23年ぶりに更新する初回11秒KO勝ちを収め、初防衛に成功した。
2018年2月10日にオマール・ナルバエスと対戦予定であったが、1月にテテが練習中にふくらはぎを負傷したため試合は延期になった。
2018年4月21日、ベルファストのSSEアリーナで元世界2階級制覇王者でWBO世界バンタム級1位のオマール・ナルバエスと対戦し、12回3-0（120-108×3）の判定勝ちを収め2度目の防衛に成功した。
2018年10月13日、エカテリンブルクのエカテリンブルク・エクスポで行われたWorld Boxing Super Seriesバンタム級一回戦でWBO世界バンタム級10位のミーシャ・アロイヤンと対戦し、12回3-0(114-111×2、115-110)の判定勝ちを収め、3度目の防衛に成功しWBSSの準決勝に進出した。
2019年4月27日のWBSS準決勝でノニト・ドネアと対戦予定であったが、直前の4月24日にテテが肩の故障により欠場することが発表された。
2019年11月30日、バーミンガムのバークレイカード・アリーナで暫定王者のジョンリル・カシメロと団体内王座統一戦を行い、3回2分14秒TKO負けを喫し団体内王座統一と4度目の防衛に失敗、王座から陥落した。
2022年7月2日、ウェンブリーでジェイソン・カニンガムと対戦し、4回KO勝ちを収めた。
2022年11月21日、地元南アフリカの新聞『The Daily Dispatch』が、テテが7月のカニンガムとの試合後にドーピング検査で陽性反応が検出されたことを報じ、この後のBサンプルの検査でも陽性反応が検出されれば、英国ボクシング管理委員会の処分で出場停止となる可能性があると報じた。同月28日に南アフリカ・ボクシング・コミッションがテテに出場停止処分を下した。
2023年8月19日、地元南アフリカの新聞『The Daily Dispatch』が、テテがカニンガムとの試合後にドーピング検査で禁止薬物スタノゾロールの陽性反応が検出され、Bサンプルでも陽性反応が検出されたため、2週間前に英国アンチ・ドーピング機構（UKAD）から4年間の出場停止処分が下されたことを報じた。

## 獲得タイトル
- WBF世界フライ級王座
- WBOアフリカフライ級王座
- IBF世界スーパーフライ級王座（防衛1＝返上）
- WBO世界バンタム級暫定王座（防衛0=正規王座に認定）
- WBO世界バンタム級王座（防衛3）